# Zabłocie (rejon małorycki)
Zabłocie (biał. Забалацце, Zabałaccie; ros. Заболотье, Zabołotje) – wieś na Białorusi, w obwodzie brzeskim, w rejonie małoryckim, w sielsowiecie Łukowo.

## Historia
Wieś ekonomii brzeskiej w drugiej połowie XVII wieku. 
W XIX i w początkach XX w. wieś i folwark położone w Rosji, w guberni grodzieńskiej, w powiecie brzeskim. W dwudziestoleciu międzywojennym leżało w Polsce, w województwie poleskim, w powiecie brzeskim, w gminie Wielkoryta.
23 września 1942 Niemcy zamordowali 289 mieszkańców Zabłocia. Następnie ograbili wieś i podpalili jej zabudowania.
Po II wojnie światowej w granicach Związku Sowieckiego. Od 1991 w niepodległej Białorusi.